# Lepraria borealis
Lepraria borealis är en lavart som beskrevs av Lohtander & Tønsberg. Lepraria borealis ingår i släktet Lepraria och familjen Stereocaulaceae.  Arten är reproducerande i Sverige. Inga underarter finns listade i Catalogue of Life.